# Ана Вукановић (монахиња Анастасија)
Ана, у монаштву Анастасија (између 1113. и 1125. — 21. јун 1199/1200) је била српска велика жупаница, супруга Стефана Немање и мајка српских великих жупана и краљева Вукана и Стефана Првовенчаног, као и првог српског архиепископа Светог Саве. Њено порекло познато, пошто се тај податак у примарним изворима не помиње. Већ од 16. века у историографији су изношене разне претпоставке, по којима је била родом из Босне или је представљана као сродница византијских царева или француских краљева. Није познато када се и под којим околностима удала за Стефана Немању. Према неким познијим летописима до брака је дошло 1142/1143. године. Ана је Немањи родила барем петоро деце. Замонашила се заједно са мужем 1196. године. Последње године провела је у манастиру Свете Богородице у Топлици. Умрла је 1199. или 1200. године, 21. јуна. Сахрањена је у Студеници.
Српска православна црква слави је 21. јуна по црквеном, а 4. јула по грегоријанском календару.

## Порекло
Стара српска житија помињу Ану као супругу Стефана Немање, али њено порекло не наводе. Крајем 18. века, велику је забуну у то питање унео Кирило Живковић, који је под Доментијановим именом приредио сопствену прераду Теодосијевог Житија Светог Саве, објавивши то дело 1794. године у Бечу, под насловом: Житїе Свѧтыхъ Сербскихъ Просвѣтителей Сѵмеѡна й Саввы (Житије Светих Српских Просветитеља Симеона и Саве) и то у две верзије, које се разликују у разним појединостима. У оба издања унео је тврдњу да је Ана била ћерка византијског цара Романа, за чим су се потом повели разни истраживачи, сматрајући да се тај податак налази и у изворном житију. Накнадном анализом је показано да таквих података у изворним српским житијима нема, а истим поводом је указано и на хронолошку неодрживост те тврдње, пошто је поменути византијски цар умро већ 1072. године.
Упркос тим разјашњењима, Јустин Поповић је сматрао да је Ана била кћи византијског цара Романа, а та хронолошки неодржива претпоставка неретко је навођена и у популарној литератури.
У старијој историографији, Мавро Орбин је већ 1601. године изнео тврдњу да је Ана била ћерка босанског бана, кога назива Немањиним тастом. Међутим, како је "Краљевство Словена" Мавра Орбина препуно грешака у приказивању сродничких односа, његовом сведочанству не треба поклонити безусловно поверење, тим пре што се Орбинова тврдња не може доказати другим историјским изворима. Предраг Пузовић сумња да је Орбин помешао Немању са његовим братом Мирославом који је био ожењен сестром бана Кулина. Јован Рајић је поверовао дубровачком историчару, те је забележио у својој "Историји" да је Ана била ћерка босанског бана Стефана Борића. Рајића је касније цитирао Власо Глушац. Синиша Богдановић тврдио је да је Ана била кћи Бориса Коломановића, кога је погрешно изједначавао са Борићем. Према овој теорији, Ана би била руског порекла, будући да је Борис био син угарског краља Коломана и Еуфемије Кијевске, односно унук Владимира II Мономаха. Сећање на Ану одржано је у босанском предању, али се не може закључити да ли је јача успомена на Ану као на сестру или на ћерку бана Борића.
По Троношком родослову, Ана је била ћерка француског краља. У родослову је записана следећа легенда: „Кад се Немања спасао од браће, помоћу Св. Ђорђа, побегне преко мора. Прими га француски краљ и због његовог часног држања, мудрости и мужества даде му кћер Ану за жену. Живео је дуже времена на двору краља француског, свога таста, и ту су му се родила два сина, Стефан и Вукан. Изасланство српских великаша дође француском краљу да моли за Немању. Краљ пусти Немању и два сина његова, које назва при растанку „два крина своја’ као „знамење крви француског краља'“ Миодраг Пурковић због тога наводи да је Ана "рода фрушкога", односно Францускиња.
У "Историји српског народа" Пантелије Срећковића изнесена је претпоставка да је Ана била српског порекла, односно да је припадала некој од владајућих српских династија из Зете, Хума или Босне. Иларион Руварац је опрезно тврдио да је Ана "незнаног рода", не желећи да се опредељује ни за једну од опција.
Светислав Мандић је сматрао да је Ана била рођака византијског цара Манојла Комнина (1143-1180). Будући да су се средином 12. века водили ратови Византије и Угарске у којима је учествовао и рашки жупан Урош II из династије Вукановића, он је сматрао женидбу Немање и Ане делом неког од споразума закључених након Манојловог потчињавања Рашке. Манојло је чак три пута нападао на земље Уроша: 1149, 1150. и 1155. године. Доказ за ову тезу било би одликовање Стефана Немање "царским сном" од стране византијског цара, што је била привилегија која је углавном припадала царевим сродницима.

## Година склапања брака
Још мање од Аниног порекла је познато где се она упознала са Немањом. Такође није познато ни у којим годинама су ступили у брак. Доментијан пише да је Ана била "саврсник" Стефана Немање, што би значило да су вршњаци, односно рођени исте године. Зна се да је Немања рођен 1113. године. Међутим, то не мора одмах значити да је и Ана рођена те године, будући да постоји и другачије тумачење "саврсника", које је изнео Ђорђе Радојчић. Он преводи ту реч као "друг" (брачни). Реља Новаковић је указао на податак у Верковићевом и Остојићевом родослову који помињу тачну годину женидбе Немање: 6551. година, односно 1142/1143. година по хришћанском календару. У питању је вероватно грешка у бројевима, те је уместо 6651. уписано 6551. Међутим, ови летописи су веома непоуздани у хронологији, те им се не може поклонити пуно поверење. На пример, по овим летописима, Радослав је владао 11 година. Ипак, податак да се Немања оженио 1142/3. године појављује се у два извора, што му даје на веродостојности. Свети Сава пише да се његов отац женио само једанпут, што би значило да је управо Ана била супруга Немањина, од 1142/3. године. Немања је тада имао тридесет година.

## Ана до доласка Стефана Немање на власт
О Анином животу до 1166. године нема много података. Била је активна у подизању манастира, заједно са својим "подружијем" Стефаном Немањом. Свети Сава помиње задужбине свог оца и своје мајке. У Топлици је подигнут манастир Светог Николе, а убрзо затим и манастир Свете Богородице, такође у Топлици. Потом је Немања сазидао манастир Светог Ђорђа у Расу. На Немањину обнову манастира утицао је византијски стил градње. Стефан Првовенчани помиње Ану у вези са манастиром Светог Николе, пишући да је оснивач владајуће српске династије по оснивању манастира предао га својој жени Ани: Дошав, нимало не задоцнив, поче журно зидати у отачаству својем у Топлици, храм Пресвете Богородице, на ушћу реке по имену Косанице. И украсив га свима правима црквеним, установи у њему сабор чрнаца (тј. монахиња), са часним богољубивим подруж(и)јем својим, по имену Аном. И предаде јој храм Пресвете, да се стара о њему по свакоме делу и о црнцима (тј. калуђерицама) које установи у том манастиру светом. А она слушаше са сваком послушношћу и добродушношћу, чувајући храм Пресвете Богородице, предани јој овим њеним светим господином. Јер о овој рече Мудри (премудри Соломон): Часна жена у дому мужа својега више вреди од бисера и драгога камења". Изградњи два манастира уследио је Немањин сукоб са браћом. Тихомир, Страцимир и Мирослав затворили су брата, али је овај успео да се спасе и да у одсудној победи код Пантина однесе победу, преузимајући сву власт у земљи. Тихомир се удавио у Ситници, док је Немања опростио старијој браћи и оделио им део земље на управу.

## Потомство
Ана и Немања имали су три сина: Вукана, Стефана и Растка. Три сина помиње Свети Сава у житију свога оца. Није познато којим редом су се они рађали. Сматра се да је Растко (Сава) рођен 1174. године. Пошто је он био најмлађе дете Стефана Немање, остала деца морала су бити рођена раније. Пурковић претпоставља да је Вукан рођен око 1158. године, а да су сва остала деца, сем Растка рођена до 1168. године. Доментијан пише да су Ана и Немања имали деце, односно "синове и кћери" које је Ана васпитала у вери и чистоти и научила их свему страху Божјем. Теодосије пише да је Немања узео за жену Ану која "није ни по чему заостајала у врлинама за мужем својим. Родише им се синови и кћери које просветлише божанственим крштењем и научивши их светим књигама и врлинама, весељаху се у Господу." У летописима се помињу углавном мушка Немањина деца. О женској Немањиној деци нема много података. На једном месту прикупио их је Миодраг Пурковић. Није познато ни колико је брачни пар имао женске деце. Троношки родослов помиње Немањину кћи Деву која је сахрањена у Студеници, поред своје мајке. Новаковићев родослов помиње ћерку Вуку. На родословном стаблу Пећке патријаршије, осликаном 1330. године током владавине Стефана Дечанског, поред Вукана је осликан и женски лик поред кога пише "Ефимија". Ако је то била трећа Немањина ћерка, она се није удавала, будући да су у Пећи, Дечанима и Грачаници осликаване само принцезе које су умрле неудате. Међутим, она није осликана на лози у Грачаници. Постоји претпоставка да је супруга бугарског цара Јована Асена I такође била Немањина и Анина ћерка.
Једна по имену непозната кћи Стефана Немање била је удата за Манојла Комнина, брата епирског деспота Михаила Анђела Комнина. Пурковић претпоставља да је друга Немањина кћи била удата за Тиха, оца будућег бугарског цара Константина Тиха (1258-1277). Међутим, о српском пореклу Константина Тиха о коме сведочи Георгије Пахимер не зна се ништа поуздано.

### Рођење Светог Саве
О рођењу Светог Саве сачувано је нешто података у писаним и усменим историјским изворима. Доментијан пише о Савином рођењу по узору на библијску причу о Авраму и Сари који су у старости добили сина Исака. Ана и Стефан су молили Бога да им подари још једно чедо, те је Сава рођен као Божји дар. "А Богом дарованога сина, крстивши у име Оца и Сина и Светога духа, нарекоше му име Растко, који ће ваистину веома узрасти божанственим добрим делима и то не само он, него ће и своје отачаство привести на велику побожност'и'довршити недовршено од својих родитеља, што је за побожност њихову, који су у његову рођењу ваистину примили извештење од Светога духа, да им би дарован од Бога као дар Божји." Теодосије, користећи као извор писање Доментијана, наводи сличну причу. Приче о рођењу Светог Саве забележене су и у усменом предању.
Растко је рођен око 1174/5. године. У време одласка у монахе имао је 17 година. У биографији Светог Саве и од Доментијана и од Теодосија помињу се на много места "родитељи" Светога Саве у најранијем периоду његовог живота. Ану одвојено од Немање Теодосије помиње у плановима Светог Саве да напусти Хумску земљу и оде на Свету гору. Растајући се са сином "...мати, као свака мати, загрли га и целива с љубављу, па га отпустише с миром, али му заповедише да се брзо врати. Јер не знађаху да неће тражити јелене, но извор живота, Христа, да њиме напоји ујелењену душу своју, распаљену огњем од чежње љубави његове."

## Монашење и смрт
У преписци са родитељима, у време када се већ налазио на Светој Гори, Сава им је саветовао да се замонаше. Немања и Ана послушали су савет сина. Абдикација Стефана Немање на сабору у Расу 1196. године у корист свог другог сина Стефана била је условљена спољнополитичким околностима. Наиме, Стефан је носио византијску титулу севастократора и био је ожењен византијском принцезом Евдокијом. Немања је стога одлучио да последње дане проведе у посту и молитви. Немања и Ана су на Благовести 1196. године примили монашки чин из руку епископа Калиника. Немања је добио име Симеон, а Ана је понела име Анастасија. Ту је завршен и њихов брак. Симеон се повукао у Студеницу, а Анастасија у манастир Свете Богородице у Топлици. Док се за Немању зна да је примио најпре малу, па потом и велику схиму, код Ане се не помиње велика схима.
О Анином монашком животу нема много података, те многи верују да је умрла убрзо након замонашења. Умрла је у манастиру Свете Богородице. Радослав Грујић сматра да је касније и у Расу основан женски манастир где је Анастасија провела последње године живота. Као дан смрти се наводи 21. јун, а понегде 21. јул. Година смрти је непозната. Умрла је у периоду пре него што је Сава написао Студенички типик, где се помиње као покојна. Већина историчара сматра да је умрла 1199. или 1200. године, на основу вести из Хиландарског типика.
Умрла је у манастиру Свете Богородице. Доскора се није сматрало поузданим да је сахрањена у Студеници. Најновијим истраживањима утврђено је да је Ана сахрањена у припрати Богородичне цркве манастира Студенице. Није познато када је из манастира Свете Богородице у Топлици пренета у Студеницу.